# Alan Hale jr.
Alan Hale jr., geboren als Alan Hale Mackahan, (Los Angeles, 8 maart 1921 – aldaar, 2 januari 1990) was een Amerikaanse film- en televisieacteur. Hij speelde onder meer “The Skipper” in de sitcom Gilligan's Island.

## Biografie

### Jonge jaren
Hale Jr. werd geboren als de zoon van acteur Alan Hale sr. en diens vrouw Gretchen Hartman (1897-1979), een actrice uit stomme films. Zijn vader was eveneens een acteur die onder andere in verschillende Errol Flynn-films speelde.
Gedurende de Tweede Wereldoorlog was Hale lid van de United States Coast Guard. Nadat zijn vader in 1950 stierf, stopte Hale met het gebruiken van de achternaam Mackahan.
Zijn eerste belangrijke rol was als acteur in Gene Autry's filmploeg. Eind jaren 40 en begin jaren 50 speelde Hale geregeld mee in Autry-films en The Gene Autry Show. Hij speelde in televisieseries als Biff Baker U.S.A., de western Casey Jones en The Good Guys (1968-70). In 1962 deed hij mee in The Andy Griffith Show als Jeff Pruitt.
In films speelde Hale over het algemeen bijrollen, zoals in Up Periscope, The Fifth Musketeer, The Lady Takes a Flyer, The Giant Spider Invasion, Hang 'Em High en The West Point Story.

### The Skipper
In 1964 kreeg Hale de rol van “The Skipper” in de sitcom Gilligan's Island. Hij vertolkte deze rol gedurende de hele serie. Tevens speelde hij het personage in de afgeleide animatieseries en televisiefilms.
Net als veel acteurs uit de serie trad voor Hale het swiebertje-effect op, waardoor het voor hem lastig werd na de serie andere rollen te krijgen. Desondanks gaf hij altijd aan het niet erg te vinden te worden geïdentificeerd met The Skipper. Na de serie opende Hale een restaurant in Beverly Hills. genaamd "Alan Hale's Lobster House", waar hij klanten geregeld begroette als The Skipper. Toen Hale in het ziekenhuis lag en hoorde dat er zich in datzelfde ziekenhuis een jonge fan van de show bevond, bezocht hij hem verkleed als The Skipper.

### Dood
Hale stierf aan een falend luchtwegstelsel als gevolg van kanker in de thymus in het St. Vincent's Medical Center in Los Angeles.